# 베슬 (구조물)
베슬(Vessel, TKA)은 뉴욕시 맨해튼의 허드슨 야드 재개발 프로젝트의 일환으로 건설된 구조와 방문객 명소다. 영국 디자이너 토마스 헤더윅이 설계한 이 정교한 벌집 모양의 구조물은 16층 높이로 계단 154개, 계단 2500개, 관람객들이 오를 수 있는 착륙지 80개로 구성돼 있다. 베슬은 5에이커(2.0ha) 허드슨 야드 공공광장의 주요 특징이다. 허드슨 야드 개발자 Related Companies에 의해 자금을 지원받아, 그것의 최종 비용은 2억 달러로 추산된다.
2016년 9월 14일 베슬의 컨셉트가 대중에게 공개되었다. 2017년 4월 착공해 이탈리아에서 제작돼 미국으로 출하됐다. 베슬은 2017년 12월 최고 작품 설치로 1위를 차지했고, 2019년 3월 15일 문을 열었다.

이 구조물의 이름은 TKA 약어로 "임시 명칭"을 의미하는 임시 명칭이다. 오프닝과 동시에, 베슬은 허드슨 야드 내에 그것의 두드러진 배치를 칭찬하는 비평가들과, 다른 비평가들은 그 구조가 사치스럽다고 비웃는 등, 엇갈린 평가를 받았다. 첫해에, 베슬은 또한 구조물의 사진 촬영에 관한 제한적인 저작권 정책뿐만 아니라, 장애 방문객에 대한 접근성 부족으로 비판을 받았는데, 이 두 가지 모두 나중에 해결되었다.

### 설명

#### 구조
베슬은 허드슨 야드 공공 광장에 위치한 허드슨 야드의 건물들 사이의 연결된 계단으로 16층으로 높이는 46m인 구조물이다. 토마스 헤더윅이 설계한 베슬은 154편의 항공편, 2,500계단, 80여개의 착륙을 보유하고 있으며, 계단의 총 길이는 1.6km를 넘는다. 정글 체육관처럼 배치되고 인도의 계단식 우물을 본뜬 구리빛 계단은 한 번에 1,000명을 수용할 수 있다. 이 구조물은 1990년 미국 장애인법(ADA)을 준수하기 위한 경사로와 엘리베이터도 갖추고 있지만, 2019년 현재 선박 착륙지 중 오직 3곳만이 ADA에 접근할 수 있다.
베슬의 기저부 폭은 15m이고, 꼭지점에서 46m까지 확장된다. 허드슨 야드의 개발자 Related Companies의 CEO 스티븐 로스는 이 특이한 모양이 이 구조를 "12개월 크리스마스 트리"처럼 돋보이게 하기 위한 것이라고 말했다." 헤더윅은 방문객들이 정글 체육관처럼 그 구조물을 올라가 탐험할 계획이라고 말했다. 구조물 꼭대기에서 방문객들은 허드슨 강을 볼 수 있다.

#### 주위
베슬은 Nelson Byrd Woltz Landscape Architects의 토마스 울츠가 설계한 허드슨 야드 공공 광장과 협력하여 설계되었다. 부속된 5에이커(2ha)의 공공광장은 28,000개의 식물과 225그루의 나무를 보유하고 있으며, 허드슨           야드가 건설되는 플랫폼에 위치하고 있다. 광장의 남쪽에는 나무의 캐노피가 있고, 남동쪽 입구에도 분수가 있다. 뉴욕시 지하철 34번가 입구 밖에 '계절 표현형' 진입정원이 서 있다.배 건너편 허드슨 야드 역. 광장은 또한 하이 라인(High Line)과 연결되는데, 하이 라인(High Line)은 광장의 남쪽 끝에 있는 높은 산책로다.

#### 비용 및 조립
처음에 베슬의 가격은 7500만 달러로 예정되어 있었지만, 이후 예상 가격은 1억5,000만 달러에서 2억 달러로 수정되었다. 헤더윅은 가격표가 크게 오른 것은 강철 조각을 만드는 복잡성 때문이라고 했다.  베슬 조각들은 이탈리아의 몬팔코네 코무네에서 조립되었다.  배가 허드슨강 선착장으로 베슬의 구조물을 운반했다.

#### 이름
'베슬'은 건축 중 건축물의 임시 명칭으로 계획되었으며, 영구 명칭은 추후 정하기로 하였다.  베슬이 오픈한 후 허드슨 야드는 대중에게 정식 명칭을 부여해 줄 것을 요청하여, 그 효과에 전념하는 웹사이트를 만들었다.

### 역사
로스는 Fortune magazine의 인터뷰에서 "변혁적이고 기념비적인 것을 의뢰하고 싶다"고 말했고, 이것이 베슬의 컨셉으로 이어졌다. 로스는 비슷한 광장을 설계하는 것으로 유명한 이름 없는 다섯 명의 예술가들을 찾고 있다가 그들에게 심도 있는 제안을 했다. 하지만  그는 모든 계획을 거절했고, 그 때 동료가 로스에게 헤더윅을 소개했다.  그들이 대화를 나눈 지 6주 후, 로스는 헤더윅의 제안을 즉시 받아들였다. 왜냐하면 그것은 로스가 원하는 모든 것을 가지고 있었기 때문이다.헤더윅은 디자인붐과의 인터뷰에서 "볼륨의 디자인은 어린 시절 지역 건물 부지 밖에 버려진 나무 계단이 있는 낡은 비행기와 사랑에 빠졌던 경험에서 비롯됐다"고 말했다. 언론은 2013년 10월 헤더윅의 커미셔닝을 처음 보도했다.2021년 현재 베슬은 자살자가 지속적으로 발생함에 따라 잠정 폐쇄 되었다.